# Rudolf Bieber
Rudolf Bieber (* 12. März 1900 in Düsseldorf; † 3. Juli 1941 in Frankreich) war ein deutscher Jagdflieger, Politiker (NSDAP) und Unternehmer. Er wurde 1933 Mitglied des preußischen Landtages und später Generaldirektor der Rheinbahn.

## Leben
Rudolf Bieber war der Sohn des Kaufmanns Paul Bieber. Nach dem Besuch des Realgymnasiums studierte er sieben Semester an der Technischen Hochschule und zwei Semester Rechts- und Staatswissenschaften an den Universitäten Köln, Bonn und Greifswald. Im letzten Kriegsjahr 1918 nahm er aktiv am Ersten Weltkrieg teil und trat 1919 in ein Freikorps ein. Von 1925 bis 1927 war er in der väterlichen Firma in Düsseldorf tätig und übernahm dann das väterliche Geschäft, das in der Weltwirtschaftskrise 1931 Konkurs ging.
Von 1926 bis 1929 war er Landkreisführer im Stahlhelm, bevor er zum 1. Oktober 1929 der NSDAP beitrat (Mitgliedsnummer 159.468) und Gauleiter wurde. 1930 erfolgte seine Ernennung zum SA-Führer, und 1932 wurde er Führer der SS-Fliegerstaffel West.
Ab 1933 vertrat er die NSDAP im preußischen Landtag. Im gleichen Jahr wurde Rudolf Bieber Adjutant des Präsidenten des Deutschen Luftsportverbandes in Berlin, Bruno Loerzer.
Ende 1937 wurde Bieber Generaldirektor der Rheinbahn. 1939 übernahm er für die Rheinbahn das Ludwig-Loewe-Haus in Düsseldorf.
Nach Ausbruch des Zweiten Weltkrieges nahm Rudolf Bieber aktiv als Flieger im Jagdgeschwader J.G. 26 (Schlageter) teil. Er starb, als er am 3. Juli 1941 während eines Bombenangriffs auf Frankreich abgeschossen wurde.